# Cotovia-de-poupa
A cotovia-de-poupa é um pássaro da família Alaudidae.

## Descrição
Tem um bico castanho claro, comprido e encurvado e uma cauda curta arruivada na parte exterior. A parte superior do corpo é malhada de castanho e castanho amarelado, sendo o peito e o abdómen mais claros. Chega a medir 17 cm de comprimento, e voa sozinha ou em grupos que não ultrapassam os 10 indivíduos.

## Distribuição
A cotovia-de-poupa é uma espécie que se encontra distribuída por toda a Europa.

## Alimentação
Sementes e insectos.

## Reprodução

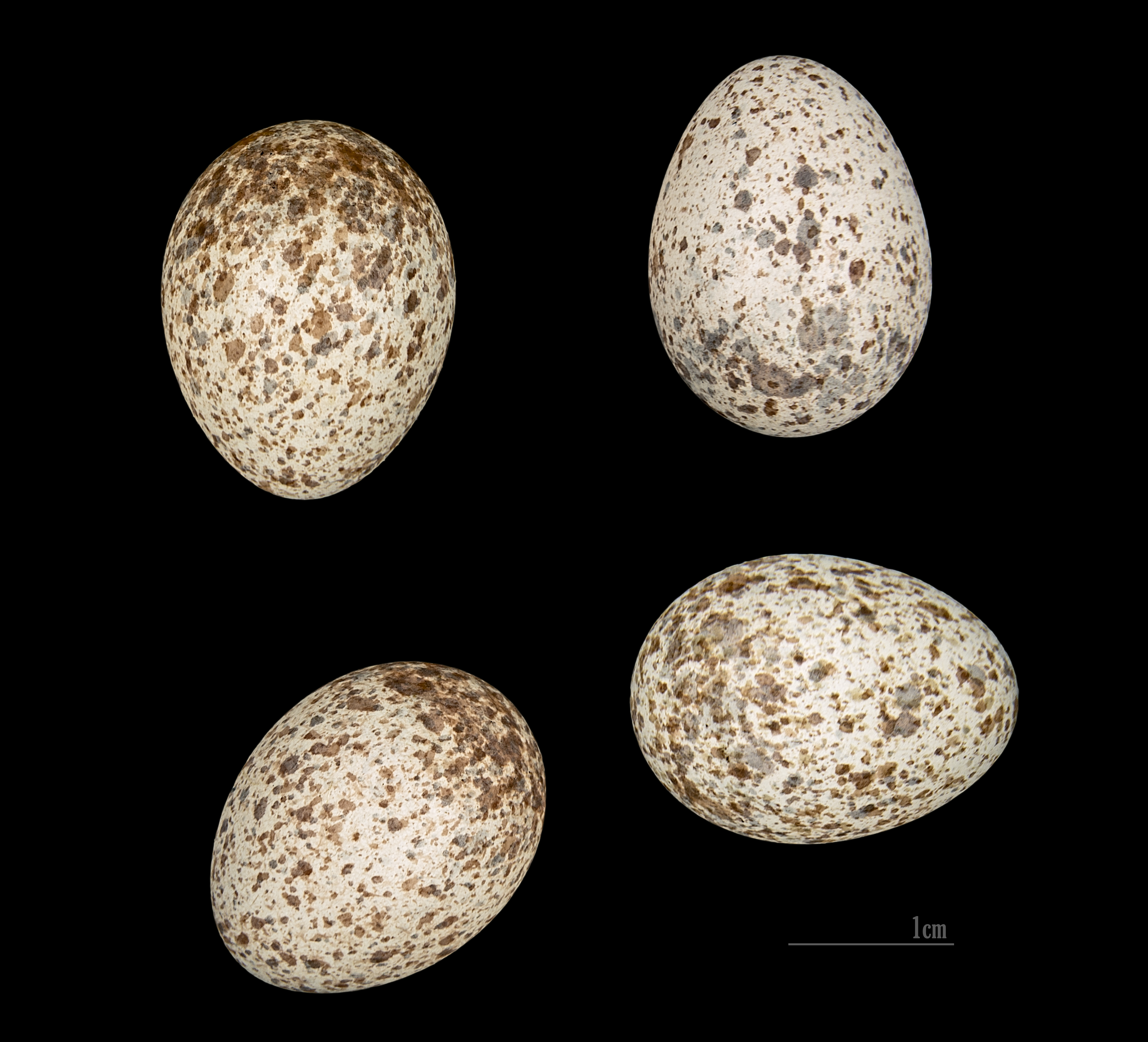
Galerida cristata MHNT

Nidifica entre Abril e Junho numa cova no chão. Põe entre 3 a 5 ovos de cor branco sujo com manchas castanho avermelhadas, que são incubados pela fêmea durante 12/13 dias.